# Hurstpierpoint
Hurstpierpoint est un village du Sussex de l'Ouest, en Angleterre. Il est situé dans le district du Mid Sussex, à environ 6 km au sud-ouest de la ville de Burgess Hill. Avec le village voisin de Sayers Common, il forme la paroisse civile de Hurstpierpoint and Sayers Common, qui comptait 7 112 habitants au moment du recensement de 2011.

## Toponymie
Le village est mentionné pour la première fois dans le Domesday Book, compilé en 1086, sous le nom de Herst. Il provient du substantif vieil-anglais hyrst qui désigne une colline boisée. Le nom complet, attesté en 1279 sous la forme Herst Perepunt, fait référence à la famille de Pierpoint qui détient le manoir local après la conquête normande de l'Angleterre.